# دبلیو. کی. سی. گاتری
ویلیام کیت چمبرز گاتری (انگلیسی: William Keith Chambers Guthrie؛ ۱ اوت ۱۹۰۶ – ۱۷ مهٔ ۱۹۸۱) (عضو آکادمی بریتانیایی)، محقق کلاسیک اهل اسکاتلند بود. او برای اثر مهم‌اش، تاریخ فلسفه یونان، که در شش مجلد و بین سال‌های ۱۹۶۲ تا زمان مرگش منتشر شدند، مشهور است. او بین سال‌های ۱۹۵۲ تا ۱۹۷۳، دارنده کرسی استاد لورنس فلسفه باستان در دانشگاه کمبریج و بین سال ۱۹۵۷ تا ۱۹۷۲ رئیس کالج داونینگ، کمبریج بود.
تاریخ فلسفه یونان او در ۱۸ مجلد به فارسی ترجمه شده است. مترجمان این اثر، مهدی قوام صفری (۹ مجلد) و حسن فتحی هستند. این کتاب را انتشارات فکر روز منتشر کرده است.